# Nikola Štulić
Nikola Štulić (in serbo Никола Штулић?; Sremska Mitrovica, 8 settembre 2001) è un calciatore serbo, attaccante dello Charleroi.

## Carriera

### Club
Cresciuto nel settore giovanile del Partizan, ha esordito in prima squadra il 14 giugno 2020, disputando l'incontro di Superliga vinto per 4-1 contro il Čukarički.
Nel gennaio 2022 viene acquistato dal Radnički Niš.

### Nazionale
Ha rappresentato le nazionali giovanili serbe Under-18 ed Under-21.
Nel 2023 ha esordito in nazionale maggiore.

## Statistiche

### Presenze e reti nei club
Statistiche aggiornate al 26 gennaio 2023.
| Stagione        | Squadra         | Campionato      | Campionato | Campionato | Coppe nazionali | Coppe nazionali | Coppe nazionali | Coppe continentali | Coppe continentali | Coppe continentali | Altre coppe | Altre coppe | Altre coppe | Totale | Totale |
| Stagione        | Squadra         | Comp            | Pres       | Reti       | Comp            | Pres            | Reti            | Comp               | Pres               | Reti               | Comp        | Pres        | Reti        | Pres   | Reti   |
| --------------- | --------------- | --------------- | ---------- | ---------- | --------------- | --------------- | --------------- | ------------------ | ------------------ | ------------------ | ----------- | ----------- | ----------- | ------ | ------ |
| 2019-2020       | Partizan        | SL              | 2          | 0          | CS              | -               | -               | UEL                | -                  | -                  |             | -           | -           | 2      | 0      |
| 2020-2021       | Partizan        | SL              | 19         | 1          | CS              | 4               | 0               | UEL                | -                  | -                  |             | -           | -           | 23     | 1      |
| 2021-gen. 2022  | Partizan        | SL              | 1          | 0          | CS              | 0               | 0               | UECL               | 0                  | 0                  |             | -           | -           | 1      | 0      |
| gen.-giu. 2022  | Radnički Niš    | SL              | 13         | 0          | CS              | 1               | 0               |                    | -                  | -                  |             | -           | -           | 14     | 0      |
| 2022-2023       | Radnički Niš    | SL              | 19         | 10         | CS              | 2               | 1               | UECL               | 3                  | 2                  |             | -           | -           | 23     | 12     |
| Totale carriera | Totale carriera | Totale carriera | 54         | 11         |                 | 7               | 1               |                    | 3                  | 2                  |             | -           | -           | 64     | 13     |

### Cronologia presenze e reti in nazionale
| Cronologia completa delle presenze e delle reti in nazionale ― Serbia | Cronologia completa delle presenze e delle reti in nazionale ― Serbia | Cronologia completa delle presenze e delle reti in nazionale ― Serbia | Cronologia completa delle presenze e delle reti in nazionale ― Serbia | Cronologia completa delle presenze e delle reti in nazionale ― Serbia | Cronologia completa delle presenze e delle reti in nazionale ― Serbia | Cronologia completa delle presenze e delle reti in nazionale ― Serbia | Cronologia completa delle presenze e delle reti in nazionale ― Serbia |
| Data                                                                  | Città                                                                 | In casa                                                               | Risultato                                                             | Ospiti                                                                | Competizione                                                          | Reti                                                                  | Note                                                                  |
| --------------------------------------------------------------------- | --------------------------------------------------------------------- | --------------------------------------------------------------------- | --------------------------------------------------------------------- | --------------------------------------------------------------------- | --------------------------------------------------------------------- | --------------------------------------------------------------------- | --------------------------------------------------------------------- |
| 26-1-2023                                                             | Los Angeles                                                           | Stati Uniti                                                           | 1 – 2                                                                 | Serbia                                                                | Amichevole                                                            | -                                                                     | 46’                                                                   |
| 10-6-2025                                                             | Leskovac                                                              | Serbia                                                                | 3 – 0                                                                 | Andorra                                                               | Qual. Mondiali 2026                                                   | -                                                                     | 83’                                                                   |
| Totale                                                                |                                                                       | Presenze                                                              | 2                                                                     |                                                                       | Reti                                                                  | 0                                                                     |                                                                       |